# Vincentius Madelgarius

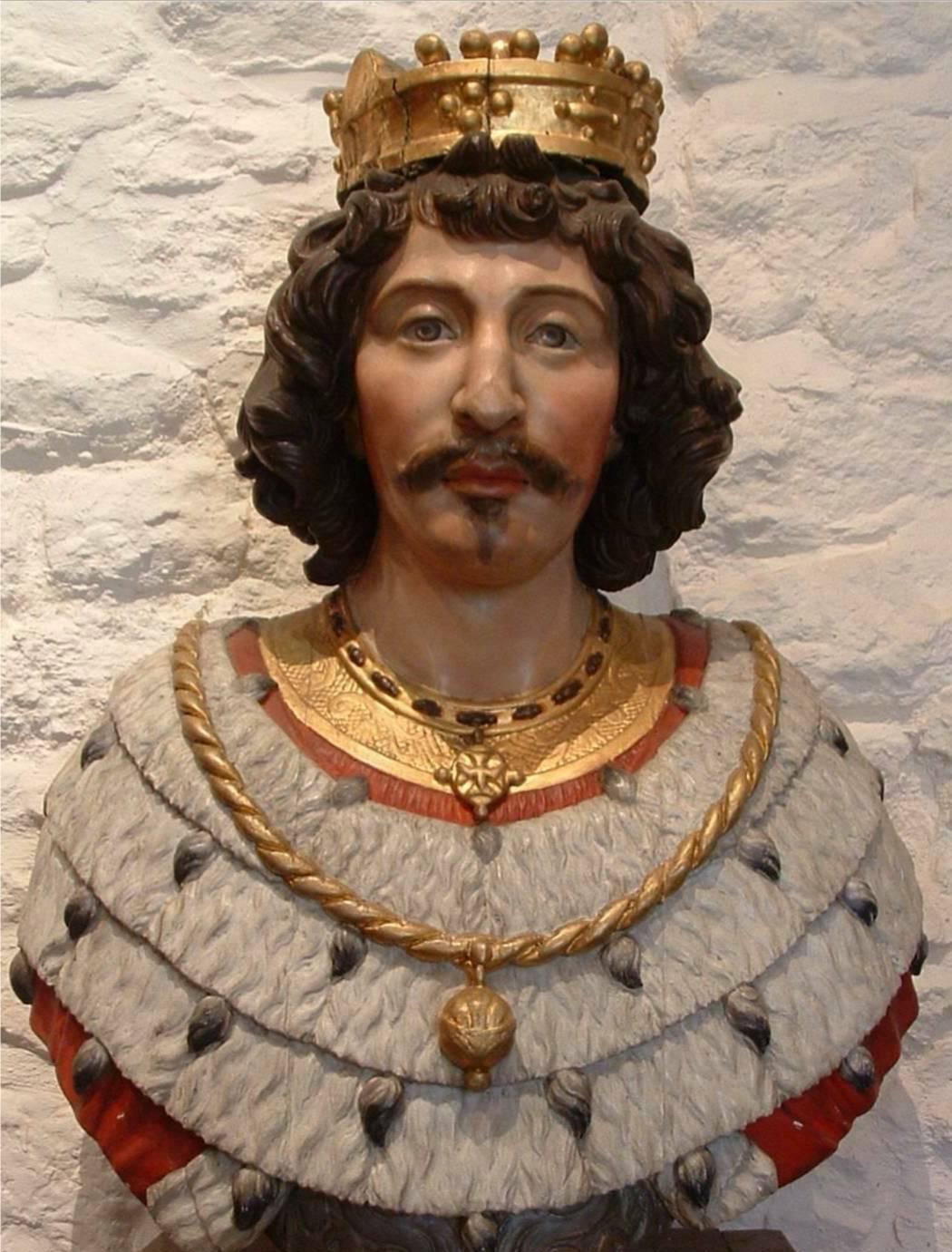
Sint-Vincentius als graaf van Henegouwen (polychroom beeld uit de 18e eeuw, Musée du Chapitre, Zinnik.

Vincentius (onduidelijk — Zinnik, 14 juli 677) was de stichter en abt van de abdijen van Hautmont en Zinnik. 
Zijn ware naam was Madelgarius (of Maldegarius). Hij werd volgens de overlevering geboren in 607 te Strépy (nabij Binche), uit het koninklijk bloed van de Merovingen. Dat hij niet uit Ierland afkomstig was, zoals sommige Ierse schrijvers vermelden, werd bewezen door Jean Mabillon, een benedictijnenmonnik van de congregatie van Saint-Maur. Het is niet uitgesloten dat hij Ierland bezocht, op missie uitgezonden door koning Dagobert I, die hem hoog waardeerde. Het kan echter niet bewezen worden dat hij, zoals in zijn anonieme biografie uit de 11e eeuw wordt beweerd, door Dagobert aangesteld werd als heerser over Ierland. Ook wordt daar verteld dat hij van zijn missie een aantal Ierse missionarissen meebracht naar het vasteland. 
Madelgarius werd graaf van Henegouwen en trouwde rond 635 met ene Waldetrudis van Bergen. Het echtpaar kreeg vier kinderen, die zij een voorbeeldige, christelijke opvoeding schonken. Nadat deze kinderen de volwassen leeftijd hadden bereikt, besloten Madelgarius en Waltrudis zich uit de wereld terug te trekken, om kloosterling te worden. Waltrudis werd de stichteres van de stad Bergen. Madelgarius stichtte in 642 de abdij van Hautmont (nabij Maubeuge) aan de Samber, en werd er het volgende jaar kloosterling onder de naam Vincentius. 
Zijn vrome leven en zijn reputatie als geestelijk leider zette vele van zijn vrienden ertoe aan zijn voorbeeld te volgen. Het klooster kende zoveel bijval dat hij, aan het einde van zijn leven, besloot de rust op te zoeken (± 670) op zijn landgoed te Zinnik. Hij stichtte daar de abdij, waar hij op 14 juli 677 ook overleed en begraven werd. De stad Zinnik zou later rond de abdij groeien. Onder de naam Sint-Vincentius werd hij heilig verklaard.
Ook zijn echtgenote Waltrudis en hun vier kinderen werden allen heilig verklaard. Deze vier kinderen waren:
1. H. Landricus van Zinnik, werd bisschop van Meaux
2. H. Dentelinus, overleed op zevenjarige leeftijd
3. HH. Aldetrudis en Madelberta, werden allebei abdis in Maubeuge.

- Système universitaire de documentation: 067318762
- Virtual International Authority File: 211862239